# Przełęcz pod Sałaszem
Przełęcz pod Sałaszem (695 m) – przełęcz pomiędzy Sarczynem (ok. 762 m) a Sałaszem Zachodnim (868 m) w Paśmie Łososińskim należącym do Beskidu Wyspowego. Mimo że jest to przełęcz wybitna, na niektórych mapach i w przewodnikach turystycznych nie jest wymieniana. Na jej południowych stokach znajduje się niewielka polana. Przez przełęcz biegnie granica między wsią Laskowa w powiecie limanowskim, województwie małopolskim a wsią Mordarka należącą do gminy Limanowa. Przez przełęcz prowadzi także szlak turystyczny i droga dojazdowa do przysiółka położonego w zakątku na wschodnich stokach Korabia i północnych Sałasza Zachodniego. Mimo że przysiółek ten należy do Laskowej, najlepsze połączenie ma z położoną po drugiej stronie Pasma Łososińskiego wsią Mordarka i miastem Limanowa.

## Szlaki turystyki pieszej
z Łososiny Górnej przez przełęcz pod Sałaszem i Sałasz Zachodni do Pisarzowej.

## Przypisy

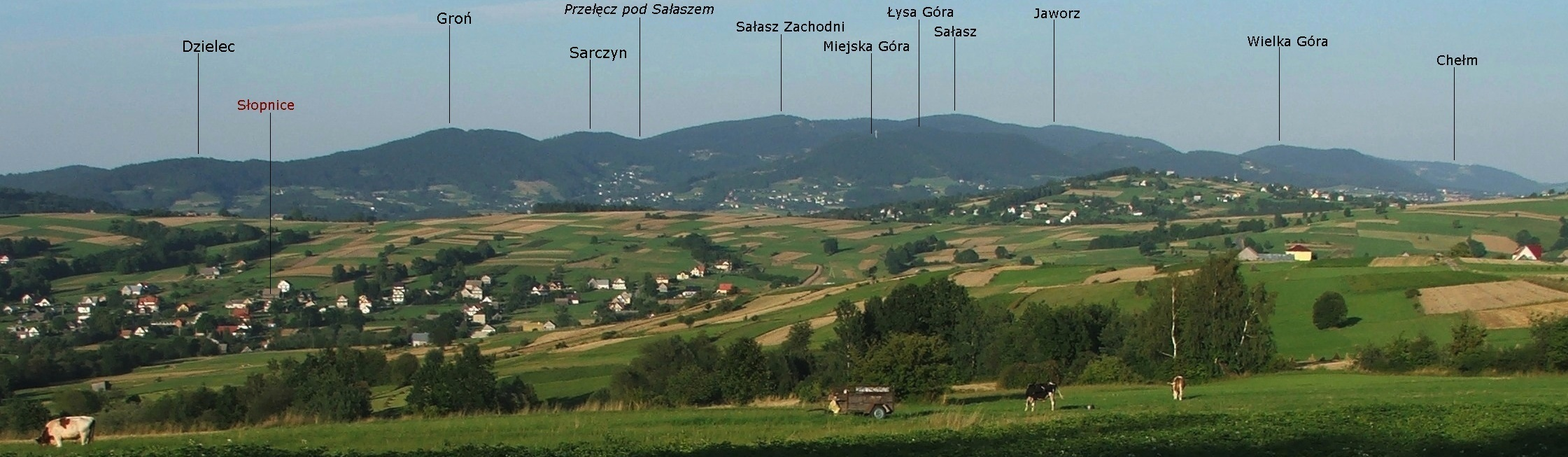
Położenie przełęczy pod Sałaszem